# Grande Rimostranza
La Grande Rimostranza (Grand Remonstrance) era un elenco degli errori commessi da Carlo I d'Inghilterra presentato dal Parlamento inglese il 1º dicembre 1641, durante il periodo di governo del Parlamento Lungo, di cui era esponente di spicco John Pym.

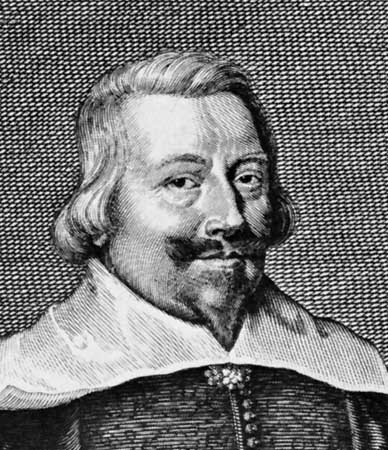
John Pym.

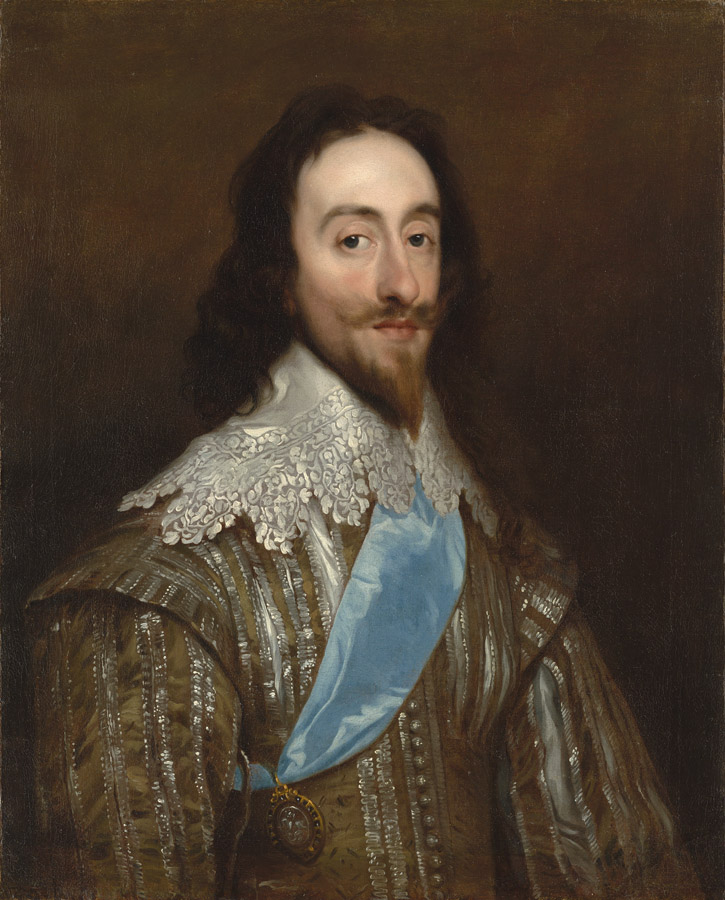
Carlo I d'Inghilterra ritratto da Daniel Mytens.

La rimostranza diede un contributo non trascurabile all'inizio della guerra civile inglese. Dopo la sua pubblicazione, era passata alla Camera dei Comuni per una maggioranza di soli 11 voti (159 contro 148), il re lasciò Londra ed iniziarono i conflitti che l'avrebbero portato alla esecuzione per decapitazione.